# Csillámfaszláma
A csillámfaszláma egy magyar internetes mém, amely 2010. december 9-én jelent meg egy YouTube-ra feltöltött videón. A videón egy szivárványszínű rajzolt láma látható, amint „nyáááhhh” hangokat kiadva magából egy helyben ugrál Jean-Jacques Perrey Brazilian Flower c. számára. A név és az ötlet a Folk Error együttes egyik tagjának munkahelyén született. A neve a láma fallikus alakjából, illetve szivárványszínéből ered, és alapja 2003-ig nyúlik vissza. Közvetlen elődje a magyarul zöldszar vagy faszláma névre hallgató láma – eredeti nevén Bunchie, amelytől alakját és kinézetét kölcsönözte. A mém egyik facebookos csoportja, az „Egymillióan a Csillámfaszlámákért" egyfajta reagálásnak is tekinthető az Egymillióan a sajtószabadságért csoportra.
Az eredeti Bunchie figurát Aaron St. Goddard rajzolta és Roel Van Mastbergen animálta.[mikor?] A figura elterjedésének első fellelhető forrása a Penny Arcade fórum egyik témája, ahol egy Kelet nevű felhasználó szúrta be azt hozzászólásába. A fórumban a figurára gyakran utalnak is Kelet néven.
A mém hamar nagy népszerűségre tett szert, különféle csoportjai alakultak meg a Facebookon, illetve csináltak külön weblapot a népszerűsítésére. Ezek egyikét a Magyar Kétfarkú Kutya Párt weboldalán készítették el, amely maga is igyekszik népszerűsíteni a csillámfaszlámát. Az eredeti videó nézettsége több mint egymillió, legnagyobb Facebook-oldala több mint 21 ezer kedvelővel bír. Rengeteg paródia is készült, amiben a mém szerepel.
A csillámfaszláma szó feltűnik A Cleveland-show című rajzfilm egyik epizódjának magyar fordításában is.